# Slavek V. z Rýzmburka
Slavek V. z Rýzmburka (německy Slauko V. von Riesenburg, fl. ve 14. století) byl český šlechtic z rodu Hrabišiců, později Rýzmburků.

## Život
Narodil se jako syn Boreše IV. z Rýzmburka. 
V roce 1350 se spolu se svým bratrem Borešem V. získal od míšeňského markraběte Fridricha III. listinu, jíž oběma bratrům udělil v léno majetky na saském území s hrady (castrum) v obcích Zavidov, Boršenštejn a Rechenberg. Podmínkou však bylo, že prodají své saské majetky, vsi Hartmanice, Ammelsdorf a Hasilburn míšeňskému purkrabímu Meinhartovi, pánu na Frauensteinu. Zbývající statky v Sasku pak v roce 1352 připadly rodu Šumburků.
V polovině 14. století přenesli své aktivity se severu na západních Čech. Jejich havními sídly v regionu byly Žlutice a Teplá v Karlovarském kraji. Jejich prvním počinem bylo udělení městských práv občanům Bochova smlouvou z Bečova. 
V roce 1354 jim král Karel IV. udělil právo svobodné těžby, zpočátku na dvanáct let. Nejpozději od této doby se jim vedle Rýzmburku stala druhým sídlem tvrz Bečov, ze které řídili své podnikání. Boreš působil i na královském dvoře, byl dvorským sudím a v letech 1367-1378 hejtmanem České falce. Často také doprovázel krále Karla na jeho cestách. 
Rýzmburkové v té době udělovali patronáty kostelům a nově zakládaným osadám. 
V roce 1378 došlo k oddělení majetku bratrů. Slavek prodal bratrovi svou polovinu hradu a vlastnil ves Klíny a lokality na Mostecku a Duchcovsku. Zatímco Boreš v následujících letech pokračoval v politické kariéře, Slavek se věnoval správě svého majetku a dalšímu rozšiřování těžby. Církvi prodal i některé pozemky, např. Ječovice a Zabrušany.
Ke konci svého života prodal Slavek svou polovinu hradu a města Osek, stejně jako Bečov, Štědrý hrádek a Žlutice, svému bratru Borešovi.
V roce 1398 však Boreš mladší musel z důvodu přílišného zadlužení prodat hrad a další části panství a Duchcov prodat míšeňskému markraběti Vilémovi I. a jeho manželce Alžbětě Lucembruské za 14 tisíc stříbrných marek.